# 釧路市警察
釧路市警察（くしろしけいさつ）は、かつて存在した北海道釧路市の自治体警察。

## 概要
旧警察法の施行で、従来の北海道警察部（旧北海道庁警察部）が解体され、1948年（昭和23年）3月7日に釧路市警察署が設置された。
その後、1954年（昭和29年）に、旧警察法が全面改正される形で新警察法が公布された。これにより国家地方警察と自治体警察が廃止され、新たに都道府県警察として北海道警察本部が発足。釧路市警察も北海道警察に統合され、姿を消した。